# Samir Aboud
Samir Abdussalam Aboud (ar. سمير عبود, ur. 29 września 1972 w Trypolisie) – libijski piłkarz grający na pozycji bramkarza.

## Kariera klubowa
Od początku kariery piłkarskiej Aboud jest związany z klubem Al-Ittihad Trypolis. W 1991 roku zadebiutował w jego barwach w pierwszej lidze libijskiej. Już w debiutanckim sezonie osiągnął pierwszy sukces w karierze, gdy wywalczył mistrzostwo Libii. Z kolei rok później zdobył z Al-Ittihad Puchar Libii. W swojej karierze jeszcze siedmiokrotnie zostawał mistrzem kraju w latach 2002, 2003, 2005, 2006, 2007, 2008 i 2009 pięciokrotnie zdobywał puchar kraju w latach 1999, 2004, 2005, 2007 i 2009 oraz dziewięciokrotnie - superpuchar kraju w latach 1999, 2002, 2003, 2004, 2005, 2006, 2007, 2008 i 2009.

## Kariera reprezentacyjna
W reprezentacji Libii Aboud zadebiutował w 2001 roku. W 2006 roku był trzecim bramkarzem Libii i rezerwowym dla Luisa de Agustiniego i Meftaha Ghazalli w Pucharze Narodów Afryki 2006. Na tym turnieju nie rozegrał żadnego spotkania.